# Anthrax wulpi
Anthrax wulpi är en tvåvingeart som beskrevs av Wray Merrill Bowden 1975. Anthrax wulpi ingår i släktet Anthrax och familjen svävflugor. Inga underarter finns listade i Catalogue of Life.